# Anders Ahlgren (häradshövding)
Anders Ahlgren, född 15 augusti 1702 i Skärkinds församling, Östergötlands län, död 23 december 1751 i Ljungs församling, Östergötlands län, var en svensk häradshövding.

## Biografi
Ahlgren föddes 1702 i Skärkinds församling. Han var son till kronofogden Anders Ahlgren. Ahlgren blev 1719 student vid Uppsala universitet. Han blev 1724 auskultant i Göta hovrätt och 1725 aktuarie och kanslist vid Finska kommissionen. År 1727 blev han hovrättskanslist och 1735 extra ordinarie notarie. Ahlgren blev senare vice häradshövding och 1742 häradshövding i Bobergs, Gullbergs, Finspånga läns och Bråbo häraders domsaga.
Ahlgren var ägare av Sjöbacka i Ljungs församling, där han avled 1751.

### Familj
Ahlgren gifte sig 25 maj 1732 med Laurentia Juliana Ljungfelt (1712–1763). Hon var dotter till fiskalen Lars Ljungfelt och Juliana von Eiten. De fick tillsammans barnen Catharina Ahlgren (1734–1800), Charlotta Ahlgren (född 1744) och Ulrika Juliana Ahlgren (född 1750).